# Jessica Schilder
Jessica Schilder (Ámsterdam, 19 de marzo de 1999) es una deportista neerlandesa que compite en atletismo, especialista en la prueba de lanzamiento de peso.
Ganó una medalla de bronce en el Campeonato Mundial de Atletismo de 2022 y dos medallas en el Campeonato Mundial de Atletismo en Pista Cubierta, en los años 2022 y 2025.
Además, obtuvo dos medallas de oro en el Campeonato Europeo de Atletismo, en los años 2022 y 2024, y una medalla de oro en el Campeonato Europeo de Atletismo en Pista Cubierta de 2025.
Participó en dos Juegos Olímpicos de Verano, en los años 2020 y 2024, ocupando el sexto lugar en París 2024, en el lanzamiento de peso.

## Palmarés internacional
| Campeonato Mundial                   | Campeonato Mundial       | Campeonato Mundial | Campeonato Mundial |
| Año                                  | Lugar                    | Medalla            | Prueba             |
| ------------------------------------ | ------------------------ | ------------------ | ------------------ |
| 2022                                 | Eugene (Estados Unidos)  | Medalla de bronce  | Peso               |
| Campeonato Mundial en Pista Cubierta |                          |                    |                    |
| Año                                  | Lugar                    | Medalla            | Prueba             |
| 2022                                 | Belgrado (Serbia)        | Medalla de bronce  | Peso               |
| 2025                                 | Nankín (China)           | Medalla de plata   | Peso               |
| Campeonato Europeo                   |                          |                    |                    |
| Año                                  | Lugar                    | Medalla            | Prueba             |
| 2022                                 | Múnich (Alemania)        | Medalla de oro     | Peso               |
| 2024                                 | Roma (Italia)            | Medalla de oro     | Peso               |
| Campeonato Europeo en Pista Cubierta |                          |                    |                    |
| Año                                  | Lugar                    | Medalla            | Prueba             |
| 2025                                 | Apeldoorn (Países Bajos) | Medalla de oro     | Peso               |